# بيريوكس
بيريو هي بلدية في إقليم آن في شرق فرنسا.

## الجغرافيا
تشكل كالارون جزءا من الحدود الشمالية الغربية  للبلدية.

## التاريخ
ذكرت بيريو لأول مرة في القرن الثاني عشر كدير.
في عام 1789، أدرجت البلدية في كانتون ميكسيميو.

## الاقتصاد
المنطقة زراعية في المقام الأول في إنتاج الحبوب والماشية.